# Myrceugenia exsucca
Myrceugenia exsucca (petra, pitrilla , pitra, patagua; temú de Chile) es un árbol pequeño siempreverde del género Myrceugenia, endémica de Chile y Argentina; en Chile se le puede encontrar desde el Aconcagua hasta Chiloé continental.

## Descripción
Es una especie que se adapta muy bien a los medios húmedos.
Puede alcanzar un altura de hasta 20 m. El fruto es una baya comestible de color amarillo-café o naranjo-café que tiene de 6 a 8 mm, y tiene en el interior 2 a 9 semillas de 3 a 5mm de largo. 
Puede presentarse en forma arbustiva o arbórea. Se caracteriza por crecer en lugares pantanosos, humedales, o terrenos anegados; e incluso hasta dentro del agua de estos ambientes.

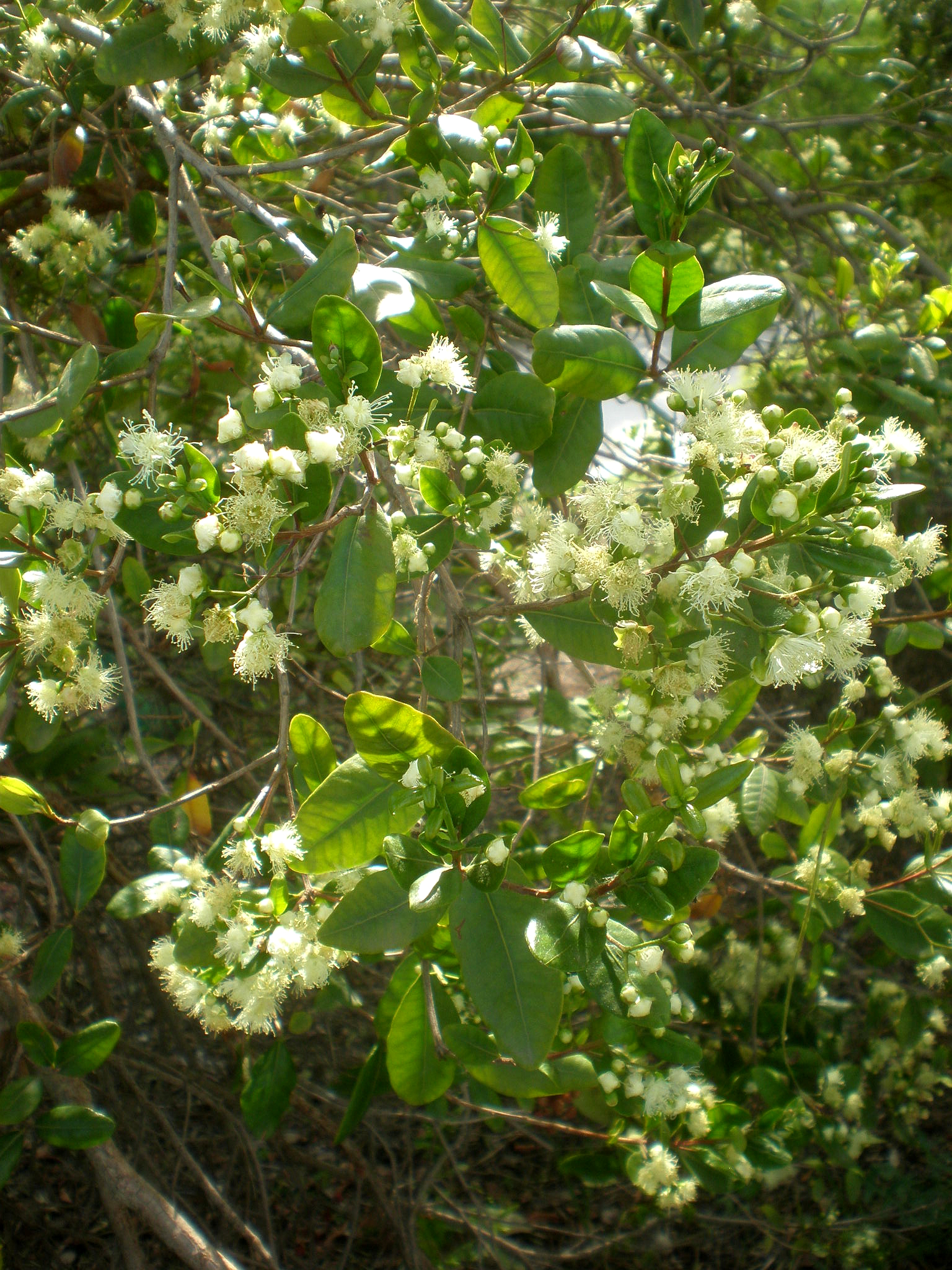
Rama de M. exsucca

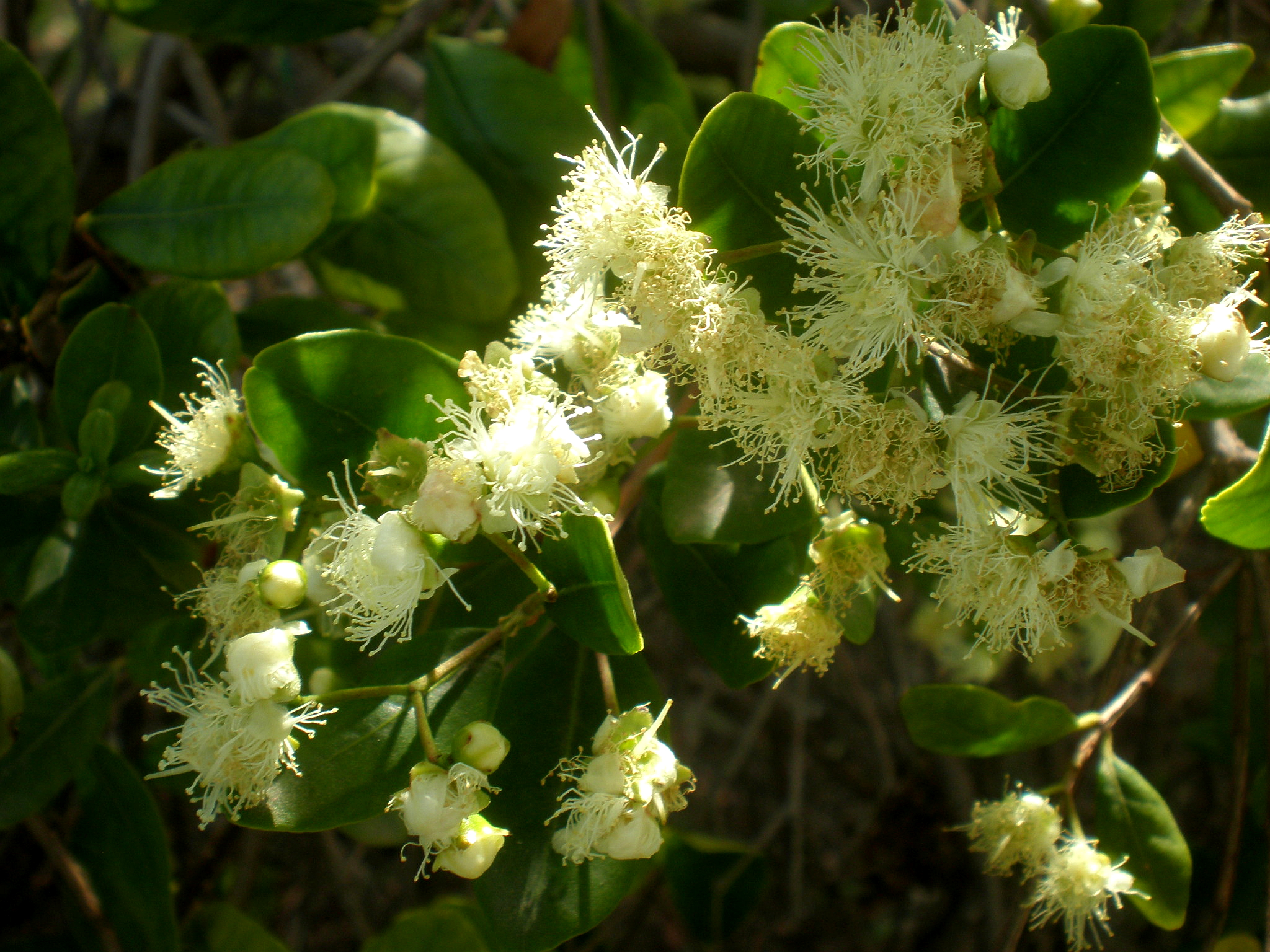
Flores de M. exsucca

## Usos
Este fruto del bosque es una baya comestible de sabor dulce, y puede ser usado en diversas preparaciones; y al igual que la especie Myrceugenia planipes, tiene un uso ornamental y medicinal.